# Spiridens cheesmaniae
Spiridens cheesmaniae är en bladmossart som beskrevs av Sherrin 1938. Spiridens cheesmaniae ingår i släktet Spiridens och familjen Spiridentaceae. Inga underarter finns listade i Catalogue of Life.